# Katharina Treller
Katharina Treller ist eine deutsche Schauspielerin und Synchronsprecherin.

## Leben
Nach einer Schauspielausbildung gab Katharina Treller 1943 in Aussig/Elbe ihr Bühnendebüt. Weitere Bühnenstationen waren die Städtischen Bühnen Flensburg sowie das Altonaer Theater unter Hans Fitze, dessen Ensemble sie bis 1986 angehörte.
Seit den 1950er Jahren übernahm Katharina Treller auch gelegentlich Rollen in Film- und Fernsehproduktionen. Sie gehörte zur Stammbesetzung der Vorabendserien Gestatten, mein Name ist Cox und Gertrud Stranitzki und spielte in Produktionen wie dem Drama Die Ehe des Dr. med. Danwitz, Dieter Wedels Dreiteiler Einmal im Leben – Geschichte eines Eigenheims und dem Zweiteiler Tadellöser & Wolff nach Walter Kempowski. Außerdem übernahm sie Gastrollen in Fernsehserien wie Hafenkrankenhaus, Polizeifunk ruft, Ida Rogalski, Cliff Dexter und Percy Stuart.
Darüber hinaus arbeitete Katharina Treller als Sprecherin für Hörfunk und Filmsynchronisation. Für den NDR wirkte sie in mehreren Hörspielen der Reihe Die Jagd nach dem Täter mit. Als Synchronsprecherin lieh sie unter anderem Hattie Jacques in Kopf hoch – Brust raus!, Gale Robbins in Kanaille von Texas und Marianne Stone in Tiger Bay ihre Stimme.

## Filmografie (Auswahl)
- 1956: Die Ehe des Dr. med. Danwitz
- 1957: Glücksritter
- 1960: Stahlnetz: Die Zeugin im grünen Rock
- 1961: Am Abend ins Odeon
- 1961: Gestatten, mein Name ist Cox (TV-Serie, 1. Staffel)
- 1966: Intercontinental Express – Zwei im falschen Zug
- 1966–1968: Gertrud Stranitzki
- 1967: Ein Fall für Titus Bunge  – Kalte Ente (Fernsehserie)
- 1969: Neu-Böseckendorf
- 1970: Polizeifunk ruft – Abschiedsabend
- 1971: Krach im Hinterhaus
- 1972: Einmal im Leben – Geschichte eines Eigenheims
- 1975: Tadellöser & Wolff

## Hörspiele (Auswahl)
- 1957: Die Jagd nach dem Täter: Der kleine Alte von Batignolles; Regie: S. O. Wagner, mit Franz Schafheitlin, Manfred Steffen, NDR.
- 1959: Die Jagd nach dem Täter: Spitzbuben; Regie: S. O. Wagner, mit Paul Schuch, Helmut Peine, NDR.
- 1959: Die Jagd nach dem Täter: Schüsse im Jagen 45; Regie: S. O. Wagner, mit Ernst Rottluff, Benno Gellenbeck, NDR.
- 1961: Die Jagd nach dem Täter: Ein Eilbrief aus Frankfurt; Regie: S. O. Wagner, mit Josef Dahmen, Verena Wiet, NDR.
- 1961: Die Jagd nach dem Täter: Feuer vor der Küste; Regie: S. O. Wagner, mit Hans Tügel, Max Walter Sieg, NDR.
- 1962: Die Jagd nach dem Täter: Anruf im Belvedere; Regie: S. O. Wagner, mit Albert Johannes, Herbert A. E. Böhme, NDR.